# 高家民兵联防遗址
高家民兵联防遗址，位于山东省青岛市平度市大泽山西麓，是中华人民共和国山东省文物保护单位之一。
1977年12月23日，授予山东省文物保护单位，是一座革命遗址及革命纪念建筑物。